# 布鲁艾
布鲁艾（法語：Brouay，法語發音：[bʁuɛ] ⓘ）是法国卡尔瓦多斯省的一个旧市镇，属于卡昂区。2017年，布鲁艾与临近的5个市镇合并为新市镇蒂和米。

## 地理
布鲁艾（49°12'45"N, 0°33'51"W）面积3.98 平方千米，位于法国诺曼底大区卡爾瓦多斯省，该省份为法国西北部沿海省份，北濒大西洋英吉利海峡，东北与滨海塞纳省以海上边界相接，东临厄尔省，南至奧恩省，西与芒什省接壤。
与布鲁艾接壤的市镇（或旧市镇、城区）包括：欧德里约、克里斯托、卢塞勒、勒梅尼勒帕特里、贝桑地区皮托。

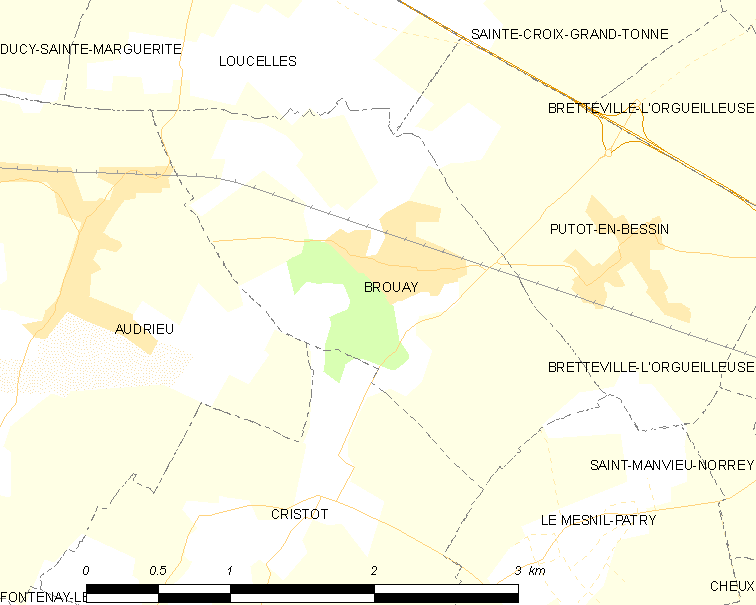
布鲁艾的OSM定位图

布鲁艾的时区为UTC+01:00、UTC+02:00（夏令时）。

## 行政
布鲁艾的邮政编码为14250，INSEE市镇编码为14109。

## 政治
布鲁艾所属的省级选区为蒂和米县。

## 人口

1962-2008年间布鲁艾人口变化图示

布鲁艾于2018年1月1日时的人口数量为489人。